# Зажече (Замойський повіт)
Зажече (пол. Zarzecze) — село в Польщі, у гміні Замостя Замойського повіту Люблінського воєводства. Населення — 181 особа (2011).

## Історія
За даними етнографічної експедиції 1869—1870 років під керівництвом Павла Чубинського, у селі переважно проживали польськомовні римо-католики, меншою мірою — греко-католики, які також розмовляли польською.
У 1975—1998 роках село належало до Замойського воєводства.

## Демографія
Демографічна структура станом на 31 березня 2011 року:
|          | Загалом | Допрацездатний вік | Працездатний вік | Постпрацездатний вік |
| -------- | ------- | ------------------ | ---------------- | -------------------- |
| Чоловіки | 93      | 22                 | 62               | 9                    |
| Жінки    | 88      | 20                 | 54               | 14                   |
| Разом    | 181     | 42                 | 116              | 23                   |